# Pardosa angolensis
Pardosa angolensis este o specie de păianjeni din genul Pardosa, familia Lycosidae. A fost descrisă pentru prima dată de Roewer, 1959.
Este endemică în Angola. Conform Catalogue of Life specia Pardosa angolensis nu are subspecii cunoscute.